# 상상력

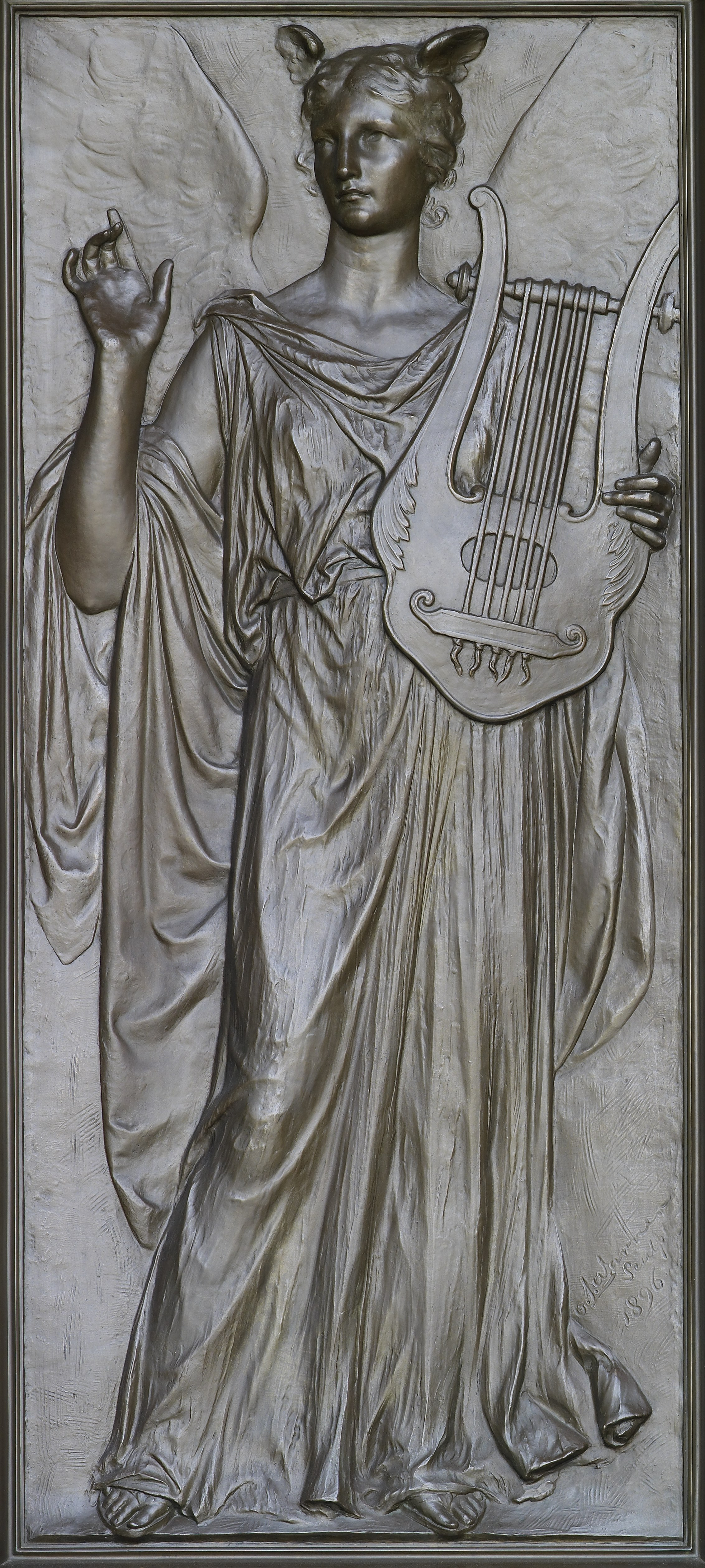
올린 레비 워너(:en:Olin Levi Warner), "상상력"(Imagination) (1896). 미국 국회도서관 토마스 제퍼슨 빌딩(:en:Thomas Jefferson Building), 워싱턴 D.C.

상상력(想像力, 영어: imagination)은 경험하지 않은 것, 현재에 없는 대상을 직관하고 머릿속으로 그려보는 능력이다. 눈에 보이는 것이 없고 귀나 다른 감각기관에서 느낄 수 있는 것이 없을 때, 정신적인 이미지와 감각과 개념을 형성하는 능력이라고 할 수 있다. 상상력은 지식을 이해하고 경험의 의미를 아는 데 도움을 준다. 이것을 통해 사람들은 세계를 이해할 수 있고, 무슨 일이 일어나는 과정을 배울 수 있다. 상상력을 키우는 기본적인 훈련은 이야기를 듣는 것이다.
1960년 미국에서 출판된 성공학 베스트셀러 사이코사이버네틱스는 자신의 상상력에 의해 자신이 성공할 수 있다고 주장한다. 실패를 상상하면 인간의 잠재의식은 상상적결과와 실제결과를 구별하지 못하기 때문에, 실패하게 된다고 주장한다.
상상력에 대한 한 가지 관점은 이를 인지와 연결하여 상상력을 정신 기능에 사용되는 인지 과정으로 보는 것이다. 이는 임상의가 심리 치료에 시각적 이미지의 형태로 사용한다. 상상력이 풍부한 사고는 두 활동 모두 "가능성에 대한 사고를 뒷받침하는" 인지 과정을 포함한다는 가정에서 합리적 사고와 연관될 수 있다.
동족 용어인 "정신적 이미지(mental imagery)"는 심리학에서 이전에 감각 지각에서 주어진 대상에 대한 기억이 마음 속에서 되살아나는 과정을 나타내기 위해 사용될 수 있다. 이 용어의 사용은 일상적인 언어의 사용과 충돌하기 때문에 일부 심리학자들은 이 과정을 "영상화" 또는 "이미지"로 설명하거나 "생산적" 또는 "구성적" 상상력과 반대로 "생식"이라고 말하는 것을 선호했다. 건설적 상상력은 측면 전두엽 피질(LPFC)에 의해 구동되는 자발적인 상상력과 REM 수면 꿈, 백일몽, 환각 및 자발적인 통찰력과 같은 비자발적 상상력(LPFC 독립)으로 더 나뉜다. 상상의 자발적인 유형에는 수식어의 통합과 정신적 회전이 포함된다. 새로운 이미지와 회상된 이미지 모두를 "마음의 눈"으로 볼 수 있다.
그러나 상상은 신체나 장소와도 연결되어 있기 때문에 오로지 인지적 활동으로 간주되지 않으며, 특히 상상이 머리 속에 갇혀 있다는 감각을 배제하고 물질, 사람과의 관계 설정도 포함한다는 점에서 그러하다.
상상력은 동화, 환상, SF 등의 이야기와 글을 통해 표현될 수 있다. 아이들은 종종 자신의 상상력을 발휘하기 위해 그러한 이야기와 가상 놀이를 사용한다. 아이들이 환상을 발달시킬 때 이들은 두 가지 수준에서 놀이를 한다. 첫째, 그들은 자신의 상상력으로 발전한 것을 연기하기 위해 역할극을 사용하고, 두 번째 수준에서는 자신이 발전한 것이 마치 상상하는 것처럼 행동함으로써 가상의 상황을 다시 플레이한다.

## 심리학
심리학자들은 창의성과 예술적 표현의 이국적인 형태뿐만 아니라 일상적인 상상의 일상적인 형태에서도 상상적 사고를 연구해 왔다. 루스 MJ 바이른은 현실에 대한 반사실적 대안에 대한 일상적인 상상적 사고가 합리적 사고의 기반이 되는 동일한 인지 과정에 기반을 둘 수 있다고 제안했다. 아이들은 아주 어릴 때부터 현실에 대한 상상력 있는 대안을 만들 수 있다. 문화 심리학에서는 상상력을 사람들이 경험하는 과정에서 언어적, 상징적 형태의 복잡한 의미를 조작할 수 있도록 하는 개인 및 집단 수준의 다양한 일상 활동과 관련된 더 높은 수준의 정신적 기능으로 본다.
상상력은 또한 사진 이미지를 실제처럼 보이도록 하기 위해 우리가 인식하는 데에도 활동적으로 작용한다.

## 같이 보기
- 예술
- 창조력
- 관념
- 판타지

## 참고 문헌
- Egan, Kieran (1992). Imagination in Teaching and Learning. Chicago: University of Chicago Press.
- 노스럽 프라이 (1963). The Educated Imagination. Toronto: Canadian Broadcasting Corporation.
- Norman, Ron (2000) Cultivating Imagination in Adult Education Proceedings of the 41st Annual Adult Education Research.
- Sutton-Smith, Brian. (1988). In Search of the Imagination. In K. Egan and D. Nadaner (Eds.), Imagination and Education. New York, Teachers College Press.
- Fabiani, Paolo "The Philosophy of the Imagination in Vico and Malebranche". F.U.P. (Florence UP), English edition 2009. 보관됨 2011-05-12 - 웨이백 머신 PDF

더 보기:
- 이상한 나라의 앨리스
- Watkins, Mary: "Waking Dreams" [Harper Colophon Books, 1976] and "Invisible Guests - The Development of Imaginal Dialogues" [The Analytic Press, 1986]
- Moss, Robert: "The Three "Only" Things: Tapping the Power of Dreams, Coincidence, and Imagination" [New World Library, September 10, 2007]

상상력을 중심 개념으로 삼아 자신의 철학을 전개한 두 사람의 철학자는 John Sallis와 Richard Kearney이다. 두 사람의 저서는 다음과 같다:
- John Sallis, Force of Imagination: The Sense of the Elemental (2000)
- John Sallis, Spacings-Of Reason and Imagination. In Texts of Kant, Fichte, Hegel (1987)
- Richard Kearney, The Wake of Imagination. Minneapolis: University of Minnesota Press (1988); 1st Paperback Edition- (ISBN 0-8166-1714-7)
- Richard Kearney, "Poetics of Imagining: Modern to Post-modern." Fordham University Press (1998)

더 보기
- 1911년도 브리태니커 백과사전 영문판
- Jean-Paul Sartre, L'Imagination (1936) (번역본 : 사르트르, <상상력>, 기파랑, 2008)
- Jean-Paul Sartre, L'Imaginaire (1940) (번역본 : 사르트르, <상상계>, 기파랑, 2010)